# منتزعة الكبريت الأسبوينية
منتزعة الكبريت الأسبوينية (الاسم العلمي: Desulfovibrio aespoeensis) هي نوع من البكتيريا، سلبية الغرام، تتبع جنس منتزعة الكبريت.